# L'invenzione di Morel
LL'invenzione di Morel és una pel·lícula de 1974 de ciència-ficció dirigida per Emidio Greco i protagonitzada per Anna Karina. Està basada en la novel·la La invención de Morel d'Adolfo Bioy Casares. Fou presentada a la Quinzaine des Réalisateurs del 27è Festival Internacional de Cinema de Canes.

## Argument
Un condemnat fugit d'un centre penitenciari situat en una illa arriba sense saber-ho a una altra illa, abandonada des de fa temps. Un dia veu figures perfilades contra l'alt penya-segat, homes i dones, vestits d'una manera molt elegant però anticuada, a l'estil dels anys 20, que semblen gaudir d'unes vacances agradables. Els espia amb l'esperança de no ser vist, i un dia veu una jove amb la intenció de llegir sola, que descobreix que es diu Faustine.
Faustine el veu, o almenys això és el que pensa el nàufrag, però no fa cap alarma. Està convençut que ella el volia ajudar, així que intenta estar sol amb ella per poder parlar-ne. Però a Faustine no sembla importar-li la seva presència, així que una nit el nàufrag entra a la vil·la i descobreix que Faustine no és l'única que l'ignora.
Decidit a entendre, torna a colar-se a la vil·la i assisteix a una reunió dels convidats. Morel, el propietari, està il·lustrant l'experiment en què va implicar, sense saber-ho, tots els convidats: van ser filmats, durant tot el temps de la seva estada a l'illa, per una màquina de la seva pròpia invenció, capaç de reproduir sense parar aquells set dies d'"alegria despreocupada".
Alguns dels convidats es mostren incrèduls, altres furiosos: alguns perquè es veuen víctimes d'una estafa, alguns perquè estan preocupats per la seva salut (els empleats sobre els quals Morel havia fet un experiment així estan tots morts). Morel, ofès, surt de l'habitació: un convidat (Roberto Herlitzka) s'uneix a ell demanant disculpes per la reacció d'alguns d'ells i li demana que torni per acabar de llegir l'explicació, escrita en una carta. Però Morel es mostra inflexible i, indignat, no torna a la vil·la: un hoste llegirà la carta als presents i així s'entén que l'estada a l'illa es remunta al 1929. El nàufrag s'adona, doncs, que la Faustina que veu és la que va viure almenys cinquanta anys abans, immortalitzada i cíclicament reproposada per la màquina.
En aquest punt, l'elecció li resulta difícil: abandonar l'illa i buscar la seva Faustine o trobar la manera d'entrar també a la projecció, per tal que ell pugui, potser, penetrar en el pla de la memòria de Faustine i viure amb ella per sempre. Tria aquest camí i, després d'activar la màquina, intenta modelar els seus gestos i moviments als de Faustine, recreant la il·lusió que van tenir lloc al mateix temps.
La màquina, però, té un efecte nefast sobre ell, com si la seva essència, un cop immortalitzada, ja no pogués existir en la realitat: de fet, el seu cos decau lentament. En un últim moment de claredat i força, destrueix la màquina.

## Repartiment
- John Steiner: Morel
- Giulio Brogi: el nàufrag
- Anna Karina: Faustine
- Roberto Herlitzka: el convidat que demana disculpes
- Anna Maria Gherardi: convidada
- Fiorella Infascelli
- Valeria Sabel: convidada
- Ezio Marano: convidat
- Giancarlo Marmori
- Claudio Trionfi: convidat
- Laura De Marchi: convidada
- Dolly Dee: convidat
- Filippo De Gara
- Margareth Le Van: convidada

## Producció
La primera part de la pel·lícula, gairebé un terç del total, està sense diàlegs. El primer és exactament al cap de 32 minuts, en l'escena on el protagonista fugit es presenta a Faustine.
L'edifici que Morel anomena "El museu" va ser construït expressament per a la pel·lícula, sense fonaments, per treballadors de l'illa de Malta, utilitzant la famosa calcària groga local (anomenada impròpiament "tuf"). En canvi, els rics interiors de marbre es van reproduir íntegrament a Cinecittà, utilitzant només paper maché.

## Critica
| «           | Rodajant a les platges de Malta, Emidio Greco trasllada a la pantalla la novel·la d'Bioy Casares amb la ment dirigida a les lliçons d'estil d'Alain Resnais per L'Année dernière à Marienbad. Obra insòlita en el panorama de la producció italiana, la pel·lícula fa un ús hàbil d'atmosferes surrealistes per convidar a la reflexió sobre el sentit de la realitat, sobre la consistència de la imatge i sobre la finitud existencial de l'individu. | » |
| — Fantafilm | |   |

| « | […] s'acaba perdent en la recerca d'una rarefacció estilística inútil. *½ | » |